# Entosthodon fascicularis x funaria hygrometrica
Entosthodon fascicularis x funaria hygrometrica là một loài Rêu trong họ Funariaceae. Loài này được Limpr. mô tả khoa học đầu tiên năm 1891.